# Sophie Gail
Edmée Sophie Gail, n. Garre (Paris, 28 de agosto de 1775 - Paris, 24 de julho de 1819) foi uma cantora, romancista e compositora francesa.
Sophie Garre nasceu em Paris, na paróquia de Saint Sulpice, filha de Marie-Louise Adelaide Colloz e do cirurgião Claude-François Garre (1730-1799). Aos 12 anos, já possuía um talento notável para o piano, cantava, se não metodiosamente, pelo menos com gosto, e em 1790 tinha romances e canções inseridos nos diários cantores de La Chevardière e Antoine Bailleux, um prelúdio para obras às quais mais tarde desenhou a sua brilhante reputação.
EPublicou a sua primeira composição, um romance, aos 14 anos. Aos 19 anos, casou com o editor Jean-Baptiste Gail (1755-1829) e teve um filho, Jean François Gail.
Ela e o marido divorciaram-se em 1801, e Sophie Garre fez uma digressão como cantora na Europa.

## Compositora
A Revolução tinha arruinado o seu pai; não sendo rica, sente a necessidade de usar os seus talentos, o que a faz decidir viajar para dar concertos. Depois de visitar as províncias do sul da França, viaja pela Espanha e reúne aplausos por todo o lado.
De volta a Paris, compõe romances encantadores que são recebidos com entusiasmo. Já em 1797, deu uma amostra dos seus instintos dramáticos escrevendo duas árias para o drama de Montant, que Duval tinha representado no Théâtre de la Cité. Este primeiro ensaio é seguido por uma ópera de um ato, composta por um teatro da sociedade, ao qual Méhul elogia. A necessidade de estudos mais sérios do que tem feito até agora na arte da escrita faz-se sentir na sua mente: resolve concluir a sua educação, confidencia aos cuidados de François-Joseph Fétis, segue um curso de harmonia e contraponto, que completou sob a direção de François-Louis Perne e Sigismund von Neukomm, depois de o seu primeiro mestre deixar Paris.
O êxito das suas composições fugitivas no mundo há muito que o fez querer experimentar os seus pontos fortes para o palco; sua primeira tentativa foi bem sucedida, com Les Deux Jaloux, uma ópera cómica interpretada em 18131 no Comic Opera Theatre. Esta é a primeira do género que uma mulher produziu. O grande êxito desta obra, cujo principal mérito reside nas melodias naturais de algumas árias, está completo desde a sua criação. Há também um trio cónego de efeito agradável nesta ópera que permaneceu no repertório por toda a França durante a primeira metade do século XIX. No mesmo ano, Sophie Gail deu o teatro Feydeau Mademoiselle de Launay à Bastilha, uma ópera cómica de um ato que, apesar de haver coisas boas na música, não conseguiu.
Em 1814, duas óperas de Sophie Gail foram interpretadas no Teatro Feydeau. Para a primeira, Angela, ou estúdio de Jean Coutin, ópera cómica composta com François-Adrien Boieldieu; algumas peças da música são aplaudidas, mas a peça é recebida com frieza. O segundo livro, "O Erro", é ainda mais infeliz que Angela.

## Romancista
Em 1816, Sophie Gail partiu para Londres, onde foi ouvida com sucesso como cantora no género do romance. De volta a Paris, compôs por alguns tempos peças leves, e publicou três coleções de noturnos franceses e italianos, bem como um grande número de romances

## Regresso à composição
Após um resto de vários anos, Sophie Gail regressa à sua carreira dramática com a ópera La Serenade (em 1818), arranjada após a comédia de Regnard por Sophie Gay. O sucesso deste trabalho, graças à expressão teatral da sua música, está completo, mas será a última produção de Sophie Gay. Pouco depois da primeira apresentação da Serenata, Sophie Gail partiu com Angelica Catalani para a Alemanha, onde deu alguns concertos com esta famosa cantora nas principais cidades, especialmente em Viena, mas logo regressou a Paris.
A composição de várias óperas, que dedicou ao Teatro Feydeau, ocupou-a toda, e dedicou-se a ela com entusiasmo, quando sucumbiu a uma tuberculose, aos 43 anos. Está enterrada ao lado do marido e do filho no cemitério Père-Lachaise.

## Ópéras
- Les Deux Jaloux (1813)
- Mademoiselle de Launay à la Bastille (1813)
- Angela (1814)
- La Méprise ({1814)
- La Sérénade (1818)